# Gornji Tavankut
Gornji Tavankut (srp.: Горњи Таванкут, mađ. Felsö-Tavankút) je selu u Bačkoj, na sjeveru autonomne pokrajine Vojvodine, Srbija.

## Zemljopisni položaj
Nalazi se jugoistočno od Subotice, na 46° 01′ 60″ sjeverne zemljopisne širine i 19° 28′ 60″ istočne zemljopisne dužine. Sjeveroistočno je Donji Tavankut.

## Upravna organizacija
Upravno pripada Sjevernobačkom okrugu AP Vojvodine.
Dijelom Gornjeg Tavankuta su ovi krajevi: Skenderevo, Vuković kraj, Partizan, Rata.

## Povijest
Naseljen je još od starih vremena. U Gornjem su Tavankutu su nađeni sarmatsko-jaziški grobovi odnosno groblje (nekropola) i crkva (Gornji Tavankut-Sveta Ana) iz Arpadovog doba i iz kasnog srednjeg vijeka (11. – 15. st.).
Tavankut je postao gradom prije Subotice. 1439. se spominje kao oppidum''.

## Stanovništvo
U Gornjem Tavankutu prema popisu iz 2002. godine, živi 1381 stanovnik. Većinu čine Hrvati (mahom iz skupine Bunjevaca) i osobe koje su se izjasnile samo kao "Bunjevci". Ukupno čine 74,37%.

### Nacionalni sastav
Narodnosni sastav ovog sela prema popisu iz 2002.:
- Hrvati  (39,54%)
- Bunjevci (34,83%)
- Srbi (7,24%)
- "Jugoslaveni" (6,81%)
- Mađari (3,19%)

### Povijesna naseljenost
- 1961: 7.476
- 1971: 6.729
- 1981: 1.879
- 1991: 1.526

## Poznate osobe
- Klara Mira Vujić, slikarica u tehnici slame